# Chrysolina lepida
Chrysolina lepida es un coleóptero de la familia Chrysomelidae. Fue descrita en 1807 por Olivier.